# Llista d'espècies de terídids (A-C)
Llista de les espècies de terídids descrites fins al 21 de desembre del 2006. Estan ordenades alfabèticament, i apareixen les que van de la lletra A fins a la C.
- Per a les llistes d'espècies que comencen per altres lletres de l'alfabet, aneu a l'article principal: Llista d'espècies de terídids.
- Per a la llista completa de tots els gèneres vegeu l'article Llista de gèneres de terídids.

## Gèneres i espècies

### Achaearanea
Achaearanea Strand, 1929
- Achaearanea acoreensis (Berland, 1932) (Cosmopolita)
- Achaearanea alacris (Keyserling, 1884) (Colòmbia, Veneçuela)
- Achaearanea alboinsignita Locket, 1980 (Illes Comoro)
- Achaearanea altiventer (Keyserling, 1884) (Brasil)
- Achaearanea ambera Levi, 1963 (EUA)
- Achaearanea analista Levi, 1963 (Brasil)
- Achaearanea anastema Levi, 1963 (Veneçuela)
- Achaearanea angulithorax (Bösenberg & Strand, 1906) (Rússia, Xina, Corea, Taiwan, Japó)
- Achaearanea anna Levi, 1959 (Jamaica, Bermuda)
- Achaearanea apex Levi, 1959 (Panamà)
- Achaearanea Àsiatica (Bösenberg & Strand, 1906) (Xina, Corea, Japó)
- Achaearanea azteca (Chamberlin & Ivie, 1936) (Mèxic)
- Achaearanea banosensis Levi, 1963 (Ecuador)
- Achaearanea barra Levi, 1963 (Brasil)
- Achaearanea bellula (Keyserling, 1891) (Brasil)
- Achaearanea blattea (Urquhart, 1886) (Nova Zelanda)
- Achaearanea brookesiana Barrion & Litsinger, 1995 (Filipines)
- Achaearanea budana Tikader, 1970 (Índia)
- Achaearanea caliensis Levi, 1963 (Colòmbia, Ecuador)
- Achaearanea campanulata Chen, 1993 (Xina)
- Achaearanea camura (Simon, 1877) (Filipines, Nova Guinea, Illes Solomon)
- Achaearanea canionis (Chamberlin & Gertsch, 1929) (EUA)
- Achaearanea caqueza Levi, 1963 (Colòmbia)
- Achaearanea celsadomina Zhu, 1998 (Xina)
- Achaearanea Xilensis Levi, 1963 (Xile)
- Achaearanea chiricahua Levi, 1955 (EUA)
- Achaearanea cingulata Zhu, 1998 (Xina)
- Achaearanea cinnabarina Levi, 1963 (Brasil)
- Achaearanea conjuncta (Gertsch & Mulaik, 1936) (EUA, Canadà)
- Achaearanea culicivora (Bösenberg & Strand, 1906) (Xina, Japó)
- Achaearanea dalana Buckup & Marques, 1991 (Brasil)
- Achaearanea daliensis Zhu, 1998 (Xina)
- Achaearanea dea Buckup & Marques, 2006 (Brasil)
- Achaearanea decorata (L. Koch, 1867) (Krakatoa, Nova Guinea, Queensland)
- Achaearanea diamantina Levi, 1963 (Brasil)
- Achaearanea digitus Buckup & Marques, 2006 (Brasil)
- Achaearanea diglipuriensis Tikader, 1977 (Illes Andaman)
- Achaearanea disparata Denis, 1965 (Gabon, Costa d'Ivori)
- Achaearanea diversipes (Rainbow, 1920) (Norfolk, Illa Lord Howe)
- Achaearanea dromedariformis (Roewer, 1942) (Ecuador, Perú)
- Achaearanea dubitabilis Wunderlich, 1987 (Illes Canàries)
- Achaearanea ducta Zhu, 1998 (Xina)
- Achaearanea durgae Tikader, 1970 (Índia)
- Achaearanea epicosma (Rainbow, 1920) (Illa Lord Howe)
- Achaearanea eramus Levi, 1963 (Brasil)
- Achaearanea extrilida (Keyserling, 1889) (Austràlia, Norfolk, Illa Lord Howe)
- Achaearanea extumida Xing, Gao & Zhu, 1994 (Xina)
- Achaearanea ferrumequina (Bösenberg & Strand, 1906) (Xina, Corea, Japó)
- Achaearanea florendida Levi, 1959 (EUA fins a Veneçuela)
- Achaearanea florens (O. P.-Cambridge, 1896) (EUA fins a Panamà, Cuba)
- Achaearanea fresno Levi, 1955 (EUA)
- Achaearanea galeiforma Zhu, Zhang & Xu, 1991 (Xina)
- Achaearanea gigantea (Keyserling, 1884) (Perú)
- Achaearanea globispira Henschel & Jocqué, 1994 (Sud-àfrica)
- Achaearanea globosa (Hentz, 1850) (Amèrica del Nord)
- Achaearanea gui Zhu, 1998 (Xina)
- Achaearanea hammeni Chrysanthus, 1963 (Nova Guinea)
- Achaearanea hermosillo Levi, 1959 (Mèxic)
- Achaearanea hieroglyphica (Mello-Leitão, 1940) (Brasil, Guaiana Francesa, Perú)
- Achaearanea hirta (Taczanowski, 1873) (Panamà fins a Argentina)
- Achaearanea inopinata Brignoli, 1972 (Veneçuela)
- Achaearanea inops Levi, 1963 (Brasil, Guyana)
- Achaearanea insulsa (Gertsch & Mulaik, 1936) (EUA, Mèxic)
- Achaearanea isana Levi, 1963 (Brasil)
- Achaearanea japonica (Bösenberg & Strand, 1906) (Xina, Taiwan, Corea, Japó)
- Achaearanea jequirituba Levi, 1963 (Brasil, Paraguai, Argentina)
- Achaearanea jinghongensis Zhu, 1998 (Xina)
- Achaearanea kaindi Levi, Lubin & Robinson, 1982 (Nova Guinea)
- Achaearanea kaspi Levi, 1963 (Perú)
- Achaearanea koepckei Levi, 1963 (Perú)
- Achaearanea kompirensis (Bösenberg & Strand, 1906) (Xina, Corea, Japó)
- Achaearanea lanyuensis Yoshida, Tso & Severinghaus, 2000 (Taiwan)
- Achaearanea longiducta Zhu, 1998 (Xina)
- Achaearanea lota Levi, 1963 (Xile)
- Achaearanea lunata (Clerck, 1757) (Paleàrtic)
  - Achaearanea lunata serrata (Franganillo, 1930) (Cuba)
- Achaearanea machaera Levi, 1959 (Panamà)
- Achaearanea manzanillo Levi, 1959 (Mèxic)
- Achaearanea maraca Buckup & Marques, 1991 (Brasil)
- Achaearanea maricaoensis (Bryant, 1942) (Panamà, Puerto Rico)
- Achaearanea maxima (Keyserling, 1891) (Brasil)
- Achaearanea meraukensis Chrysanthus, 1963 (Nova Guinea)
- Achaearanea micratula (Banks, 1909) (Costa Rica)
- Achaearanea migrans (Keyserling, 1884) (Veneçuela fins a Perú, Brasil)
- Achaearanea milagro Levi, 1963 (Ecuador)
- Achaearanea nayaritensis Levi, 1959 (Mèxic)
- Achaearanea nigrodecorata (Rainbow, 1920) (Illa Lord Howe)
- Achaearanea nigrovittata (Keyserling, 1884) (Mèxic fins a Paraguai)
- Achaearanea oblivia (O. P.-Cambridge, 1896) (Costa Rica, Panamà)
- Achaearanea oculiprominens (Saito, 1939) (Xina, Corea, Japó)
- Achaearanea orana Levi, 1963 (Ecuador)
- Achaearanea oxymaculata Zhu, 1998 (Xina)
- Achaearanea palgongensis Seo, 1993 (Corea)
- Achaearanea pallipera Levi, 1963 (Brasil)
- Achaearanea parana Levi, 1963 (Paraguai)
- Achaearanea passiva (Keyserling, 1891) (Brasil)
- Achaearanea pilaton Levi, 1963 (Ecuador)
- Achaearanea pinguis (Keyserling, 1886) (Brasil, Uruguai)
- Achaearanea polygramma (Kulczyn'ski, 1911) (Nova Guinea)
- Achaearanea porteri (Banks, 1896) (EUA fins a Panamà, Índies Occidentals)
- Achaearanea projectivulva Yoshida, 2001 (Japó)
- Achaearanea propera (Keyserling, 1890) (Nova Gal·les del Sud, Tasmània, Illa Lord Howe)
- Achaearanea pura (O. P.-Cambridge, 1894) (Mèxic)
- Achaearanea pusillana (Roewer, 1942) (Guaiana Francesa)
- Achaearanea pydanieli Buckup & Marques, 1991 (Brasil)
- Achaearanea quadrimaculata Yoshida, Tso & Severinghaus, 2000 (Taiwan)
- Achaearanea rafaeli Buckup & Marques, 1991 (Brasil)
- Achaearanea rapa Levi, 1963 (Paraguai)
- Achaearanea rioensis Levi, 1963 (Brasil)
- Achaearanea riparia (Blackwall, 1834) (Paleàrtic)
- Achaearanea rostra Zhu & Zhang, 1992 (Xina)
- Achaearanea rostrata (O. P.-Cambridge, 1896) (Mèxic fins a Veneçuela)
- Achaearanea rupicola (Emerton, 1882) (EUA, Canadà)
- Achaearanea ryukyu Yoshida, 2000 (Japó, Illes Ryukyu)
- Achaearanea schneirlai Levi, 1959 (Panamà)
- Achaearanea schraderorum Levi, 1959 (Costa Rica)
- Achaearanea schullei (Gertsch & Mulaik, 1936) (EUA, Mèxic)
- Achaearanea septemguttata (Simon, 1909) (Vietnam)
- Achaearanea serax Levi, 1959 (Mèxic)
- Achaearanea serenoae (Gertsch & Archer, 1942) (EUA)
- Achaearanea sicki Levi, 1963 (Brasil)
- Achaearanea simaoica Zhu, 1998 (Xina)
- Achaearanea simulans (Thorell, 1875) (Paleàrtic)
- Achaearanea songi Zhu, 1998 (Xina)
- Achaearanea subtabulata Zhu, 1998 (Xina)
- Achaearanea subvexa Zhu, 1998 (Xina)
- Achaearanea tabulata Levi, 1980 (Holàrtic)
- Achaearanea taeniata (Keyserling, 1884) (Guatemala fins a Perú)
- Achaearanea taim Buckup & Marques, 2006 (Brasil)
- Achaearanea tesselata (Keyserling, 1884) (Mèxic fins a Paraguai, Nova Guinea, Pakistan)
- Achaearanea tingo Levi, 1963 (Perú)
- Achaearanea tovarensis Levi, 1963 (Veneçuela)
- Achaearanea transipora (Zhu & Zhang, 1992) (Xina)
- Achaearanea trapezoidalis (Taczanowski, 1873) (Panamà fins a Paraguai)
- Achaearanea triangula Yoshida, 1993 (Singapur, Java, Bali)
- Achaearanea triangularis Patel, 2005 (Índia)
- Achaearanea triguttata (Keyserling, 1891) (Brasil)
- Achaearanea trinidensis Levi, 1959 (Trinidad, Perú)
- Achaearanea turquino Levi, 1959 (Cuba)
- Achaearanea uviana Levi, 1963 (Perú)
- Achaearanea valoka Chrysanthus, 1975 (Nova Guinea, New Bretanya)
- Achaearanea veruculata (Urquhart, 1886) (Austràlia, Nova Zelanda, Anglaterra, Bèlgica)
- Achaearanea vervoorti Chrysanthus, 1975 (Nova Guinea)
- Achaearanea vivida (Keyserling, 1891) (Brasil)
- Achaearanea wau Levi, Lubin & Robinson, 1982 (Nova Guinea)
- Achaearanea zonensis Levi, 1959 (Panamà fins a Perú, Brasil)

### Achaearyopa
Achaearyopa Barrion & Litsinger, 1995
- Achaearyopa pnaca Barrion & Litsinger, 1995 (Filipines)

### Ameridion
Ameridion Wunderlich, 1995
- Ameridion armouri (Levi, 1959) (Panamà, Trinidad)
- Ameridion aspersum (F. O. P.-Cambridge, 1902) (Guatemala)
- Ameridion atlixco (Levi, 1959) (Mèxic)
- Ameridion bridgesi (Levi, 1959) (Mèxic)
- Ameridion chilapa (Levi, 1959) (Mèxic)
- Ameridion clemens (Levi, 1959) (Jamaica)
- Ameridion cobanum (Levi, 1959) (Guatemala)
- Ameridion colima (Levi, 1959) (Mèxic, Ecuador)
- Ameridion lathropi (Levi, 1959) (Panamà)
- Ameridion malkini (Levi, 1959) (Mèxic)
- Ameridion marvum (Levi, 1959) (Panamà, Veneçuela)
- Ameridion moctezuma (Levi, 1959) (Mèxic)
- Ameridion mEUAwas (Levi, 1959) (Nicaragua)
- Ameridion paidiscum (Levi, 1959) (Panamà)
- Ameridion panum (Levi, 1959) (Panamà)
- Ameridion petrum (Levi, 1959) (Panamà, Trinidad, Perú)
- Ameridion plantatum (Levi, 1959) (Panamà)
- Ameridion progum (Levi, 1959) (Panamà)
- Ameridion quantum (Levi, 1959) (Costa Rica, Panamà)
- Ameridion reservum (Levi, 1959) (Panamà)
- Ameridion rinconense (Levi, 1959) (Mèxic)
- Ameridion ruinum (Levi, 1959) (Mèxic)
- Ameridion schmidti (Levi, 1959) (Costa Rica)
- Ameridion signaculum (Levi, 1959) (Panamà, Brasil)
- Ameridion signum (Levi, 1959) (Panamà)
- Ameridion tempum (Levi, 1959) (Panamà, Brasil)
- Ameridion unanimum (Keyserling, 1891) (Mèxic fins a Brasil)

### Anatea
Anatea Berland, 1927
- Anatea formicaria Berland, 1927 (Nova Caledònia)

### Anelosimus
Anelosimus Simon, 1891
- Anelosimus agnar Agnarsson, 2006 (Malàisia)
- Anelosimus analyticus (Chamberlin, 1924) (EUA, Mèxic)
- Anelosimus andasibe Agnarsson & Kuntner, 2005 (Madagascar)
- Anelosimus arizona Agnarsson, 2006 (EUA, Mèxic)
- Anelosimus baeza Agnarsson, 2006 (Panamà fins a Perú)
- Anelosimus biglebowski Agnarsson, 2006 (Tanzània)
- Anelosimus chickeringi Levi, 1956 (Mèxic fins a Perú)
- Anelosimus chonganicus Zhu, 1998 (Xina)
- Anelosimus crassipes (Bösenberg & Strand, 1906) (Xina, Corea, Japó, Illes Ryukyu)
- Anelosimus decaryi (Fage, 1930) (Aldabra, Madagascar)
- Anelosimus dialeucon (Simon, 1890) (Aden)
- Anelosimus domingo Levi, 1963 (Colòmbia fins a Surinam i Perú)
- Anelosimus dubiosus (Keyserling, 1891) (Brasil)
- Anelosimus dubius (Tullgren, 1910) (Tanzània)
- Anelosimus dude Agnarsson, 2006 (Tanzània)
- Anelosimus elegans Agnarsson, 2006 (Mèxic fins a Perú)
- Anelosimus ethicus (Keyserling, 1884) (Brasil)
- Anelosimus exiguus Yoshida, 1986 (Xina, Japó, Illes Ryukyu)
- Anelosimus eximius (Keyserling, 1884) (Antilles Petites, Panamà fins a Argentina)
- Anelosimus fraternus Agnarsson, 2006 (Hispaniola)
- Anelosimus guacamayos Agnarsson, 2006 (Ecuador)
- Anelosimus inhandava Agnarsson, 2005 (Brasil, Argentina)
- Anelosimus iwawakiensis Yoshida, 1986 (Corea, Japó)
- Anelosimus jabaquara Levi, 1956 (Brasil)
- Anelosimus jucundus (O. P.-Cambridge, 1896) (Mèxic fins a Argentina)
- Anelosimus kohi Yoshida, 1993 (Malàisia, Singapur)
- Anelosimus linda Agnarsson, 2006 (Malàisia)
- Anelosimus lorenzo Fowler & Levi, 1979 (Brasil, Paraguai, Argentina)
- Anelosimus may Agnarsson, 2005 (Madagascar)
- Anelosimus misiones Agnarsson, 2005 (Argentina)
- Anelosimus monskenyensis Agnarsson, 2006 (Kenya)
- Anelosimus nazariani Agnarsson & Kuntner, 2005 (Madagascar)
- Anelosimus nelsoni Agnarsson, 2006 (Sud-àfrica)
- Anelosimus nigrescens (Keyserling, 1884) (Guyana, Brasil)
- Anelosimus octavius Agnarsson, 2006 (Mèxic fins a Costa Rica)
- Anelosimus oritoyacu Agnarsson, 2006 (Mèxic fins a Ecuador)
- Anelosimus pacificus Levi, 1956 (Mèxic fins a Costa Rica, Jamaica)
- Anelosimus pantanal Agnarsson, 2006 (Brasil)
- Anelosimus pulchellus (Walckenaer, 1802) (Europa fins a Rússia, Àfrica del Nord)
- Anelosimus puravida Agnarsson, 2006 (Guatemala fins a Panamà)
- Anelosimus rabus Levi, 1963 (Brasil)
- Anelosimus rupununi Levi, 1956 (Trinidad fins a Brasil)
- Anelosimus sallee Agnarsson & Kuntner, 2005 (Madagascar)
- Anelosimus salut Agnarsson & Kuntner, 2005 (Madagascar)
- Anelosimus studiosus (Hentz, 1850) (EUA fins a Argentina)
- Anelosimus sulawesi Agnarsson, 2006 (Sulawesi)
- Anelosimus sumisolena Agnarsson, 2005 (Brasil)
- Anelosimus taiwanicus Yoshida, 1986 (Taiwan, Krakatoa)
- Anelosimus tosus (Chamberlin, 1916) (Mèxic fins a Perú)
- Anelosimus tungurahua Agnarsson, 2006 (Ecuador)
- Anelosimus vittatus (C. L. Koch, 1836) (Paleàrtic)
- Anelosimus vondrona Agnarsson & Kuntner, 2005 (Madagascar)

### Argyrodella
Argyrodella Saaristo, 2006
- Argyrodella pusillus (Saaristo, 1978) (Seychelles)

### Argyrodes
Argyrodes Simon, 1864
- Argyrodes abscissus O. P.-Cambridge, 1880 (Madagascar)
- Argyrodes alannae Grostal, 1999 (Austràlia Oriental)
- Argyrodes ambalikae Tikader, 1970 (Índia)
- Argyrodes amboinensis Thorell, 1878 (Sulawesi, Amboina, Nova Guinea, Nova Caledònia)
- Argyrodes andamanensis Tikader, 1977 (Illes Andaman)
- Argyrodes antipodianus O. P.-Cambridge, 1880 (Austràlia, Nova Caledònia, Nova Zelanda)
- Argyrodes apiculatus Thorell, 1895 (Myanmar)
- Argyrodes argentatus O. P.-Cambridge, 1880 (Xina, Est Indies, Hawaii)
- Argyrodes argyrodes (Walckenaer, 1842) (Mediterrani fins a Àfrica Occidental, Seychelles)
- Argyrodes atriapicatus Strand, 1906 (Etiòpia)
- Argyrodes bandanus Strand, 1911 (Banda)
- Argyrodes benedicti Lopez, 1988 (Guaiana Francesa)
- Argyrodes binotatus Rainbow, 1915 (Austràlia)
- Argyrodes bonadea (Karsch, 1881) (Xina, Corea, Taiwan, Japó, Filipines)
- Argyrodes borbonicus Lopez, 1990 (Réunion)
- Argyrodes callipygus Thorell, 1895 (Myanmar)
- Argyrodes calmettei Lopez, 1990 (Réunion)
- Argyrodes chionus Roberts, 1983 (Aldabra)
- Argyrodes chiriatapuensis Tikader, 1977 (Illes Andaman)
- Argyrodes coactatus Lopez, 1988 (Guaiana Francesa)
- Argyrodes cognatus (Blackwall, 1877) (Seychelles)
- Argyrodes convivans Lawrence, 1937 (Sud-àfrica)
- Argyrodes cylindratus Thorell, 1898 (Myanmar fins al Japó)
- Argyrodes cyrtophorae Tikader, 1963 (Índia)
- Argyrodes delicatulus Thorell, 1878 (Amboina)
- Argyrodes dipali Tikader, 1963 (Índia)
- Argyrodes elevatus Taczanowski, 1873 (EUA fins a Argentina, Illes Galápagos)
- Argyrodes exlineae (Caporiacco, 1949) (Kenya)
- Argyrodes fasciatus Thorell, 1892 (Malàisia, Singapur)
- Argyrodes fissifrons O. P.-Cambridge, 1869 (Sri Lanka fins a la Xina, Austràlia)
  - Argyrodes fissifrons terressae Thorell, 1891 (Illes Nicobar)
- Argyrodes fissifrontellus Saaristo, 1978 (Seychelles)
- Argyrodes flavescens O. P.-Cambridge, 1880 (Sri Lanka fins a Corea, Japó, Nova Guinea)
- Argyrodes flavipes Rainbow, 1916 (Queensland)
- Argyrodes fragilis Thorell, 1877 (Sulawesi)
- Argyrodes gazedes Tikader, 1970 (Índia)
- Argyrodes gazingensis Tikader, 1970 (Índia)
- Argyrodes gemmatus Rainbow, 1920 (Illa Lord Howe)
- Argyrodes gouri Tikader, 1963 (Índia)
- Argyrodes gracilis (L. Koch, 1872) (Illa Lord Howe, Nova Caledònia, Samoa)
- Argyrodes hawaiiensis Simon, 1900 (Hawaii)
- Argyrodes huangsangensis Yin, Peng & Bao, 2004 (Xina)
- Argyrodes incertus Wunderlich, 1987 (Illes Canàries)
- Argyrodes incisifrons Keyserling, 1890 (Queensland)
- Argyrodes incursus Gray & Anderson, 1989 (Nova Gal·les del Sud, Illa Lord Howe)
- Argyrodes insectus Schmidt, 2005 (Illes Cap Verd)
- Argyrodes jamkhedes Tikader, 1963 (Índia)
- Argyrodes kratochvili (Caporiacco, 1949) (Kenya)
- Argyrodes kualensis Hogg, 1927 (Malàisia)
- Argyrodes kulczynskii (Roewer, 1942) (Nova Guinea)
- Argyrodes kumadai Chida & Tanikawa, 1999 (Xina, Taiwan, Japó)
- Argyrodes lanyuensis Yoshida, Tso & Severinghaus, 1998 (Taiwan)
- Argyrodes lepidus O. P.-Cambridge, 1879 (Nova Zelanda)
- Argyrodes levuca Strand, 1915 (Fiji)
- Argyrodes maculiger Strand, 1911 (Illes Kei)
- Argyrodes margaritarius (Rainbow, 1894) (Nova Gal·les del Sud)
- Argyrodes mellissi (O. P.-Cambridge, 1869) (Santa Helena)
- Argyrodes mertoni Strand, 1911 (Illes Aru)
- Argyrodes meus Strand, 1907 (Madagascar)
  - Argyrodes meus poecilior Strand, 1913 (Central Àfrica)
- Argyrodes miltosus Zhu & Song, 1991 (Xina)
- Argyrodes minax O. P.-Cambridge, 1880 (Madagascar, Illes Comoro)
- Argyrodes miniaceus (Doleschall, 1857) (Corea, Japó fins a Austràlia)
- Argyrodes modestus Thorell, 1899 (Camerun)
- Argyrodes nasutus O. P.-Cambridge, 1880 (Sri Lanka)
- Argyrodes neocaledonicus Berland, 1924 (Nova Caledònia)
- Argyrodes nephilae Taczanowski, 1873 (EUA, Índies Occidentals fins a Argentina, Illes Galápagos)
- Argyrodes parcestellatus Simon, 1909 (Vietnam)
- Argyrodes pluto Banks, 1906 (EUA, Mèxic, Jamaica)
- Argyrodes praeacutus Simon, 1903 (Equatorial Guinea)
- Argyrodes projeles Tikader, 1970 (Índia)
- Argyrodes rainbowi (Roewer, 1942) (Queensland, Nova Gal·les del Sud)
- Argyrodes reticola Strand, 1911 (Illes Aru)
- Argyrodes rhomboides Yin, Peng & Bao, 2004 (Xina)
- Argyrodes rostratus Blackwall, 1877 (Seychelles)
- Argyrodes samoensis O. P.-Cambridge, 1880 (Nova Caledònia, Samoa)
- Argyrodes scapulatus Schmidt & Piepho, 1994 (Illes Cap Verd)
- Argyrodes scintillulanus O. P.-Cambridge, 1880 (Índia, Sri Lanka)
- Argyrodes sextuberculosus Strand, 1908 (Mozambique, Madagascar)
  - Argyrodes sextuberculosus dilutior (Caporiacco, 1940) (Etiòpia)
- Argyrodes strandi (Caporiacco, 1940) (Etiòpia)
- Argyrodes stridulator Lawrence, 1937 (Sud-àfrica)
- Argyrodes sublimis L. Koch, 1872 (Fiji)
- Argyrodes sundaicus (Doleschall, 1859) (Tailàndia, Java, New Bretanya)
- Argyrodes tenuis Thorell, 1877 (Sulawesi)
  - Argyrodes tenuis infumatus Thorell, 1878 (Amboina)
- Argyrodes tripunctatus Simon, 1877 (Filipines)
- Argyrodes unimaculatus (Marples, 1955) (Samoa, Tongatabu, Niue)
- Argyrodes vatovae (Caporiacco, 1940) (Etiòpia)
- Argyrodes viridis (Vinson, 1863) (Madagascar, Réunion)
- Argyrodes vittatus Bradley, 1877 (Nova Guinea)
- Argyrodes weyrauchi Exline & Levi, 1962 (Perú)
- Argyrodes wolfi Strand, 1911 (Nova Guinea)
- Argyrodes yunnanensis Xu, Yin & Kim, 2000 (Xina)
- Argyrodes zhui Zhu & Song, 1991 (Xina)
- Argyrodes zonatus (Walckenaer, 1842) (Àfrica Oriental, Madagascar, Réunion, Bioko)
  - Argyrodes zonatus occidentalis Simon, 1903 (Guinea-Bissau)

### Ariamnes
Ariamnes Thorell, 1869
- Ariamnes attenuatus O. P.-Cambridge, 1881 (Costa Rica, Índies Occidentals fins a Argentina)
- Ariamnes birgitae Strand, 1917 (Myanmar)
- Ariamnes campestratus Simon, 1903 (Gabon, Congo)
- Ariamnes colubrinus Keyserling, 1890 (Queensland, Nova Gal·les del Sud, Illa Lord Howe)
- Ariamnes corniger Simon, 1900 (Hawaii)
- Ariamnes cylindrogaster Simon, 1889 (Xina, Corea, Taiwan, Japó)
- Ariamnes flagellum (Doleschall, 1857) (SouthEst Àsia, Austràlia)
  - Ariamnes flagellum nigritus Simon, 1901 (SouthEst Àsia)
- Ariamnes haitensis (Exline & Levi, 1962) (Hispaniola)
- Ariamnes helminthoides Simon, 1907 (Guinea-Bissau)
- Ariamnes jeanneli Berland, 1920 (Àfrica Oriental)
- Ariamnes longicaudatus O. P.-Cambridge, 1872 (Lebanon)
- Ariamnes longissimus Keyserling, 1891 (Perú, Brasil)
- Ariamnes mexicanus (Exline & Levi, 1962) (Mèxic, Cuba)
- Ariamnes patersoniensis Hickman, 1927 (Tasmània)
- Ariamnes pavesii Leardi, 1902 (Índia, Sri Lanka)
- Ariamnes rufopictus Thorell, 1895 (Myanmar)
- Ariamnes russulus Simon, 1903 (Equatorial Guinea)
- Ariamnes schlingeri (Exline & Levi, 1962) (Perú)
- Ariamnes setipes Hasselt, 1882 (Sumatra)
- Ariamnes simulans O. P.-Cambridge, 1892 (Índia)
- Ariamnes triangulatus Urquhart, 1887 (Nova Zelanda)
- Ariamnes triangulus Thorell, 1887 (Myanmar)

### Asygyna
Asygyna Agnarsson, 2006
- Asygyna coddingtoni Agnarsson, 2006 (Madagascar)
- Asygyna huberi Agnarsson, 2006 (Madagascar)

### Audifia
Audifia Keyserling, 1884
- Audifia duodecimpunctata Simon, 1907 (Guinea-Bissau, Congo)
- Audifia laevithorax Keyserling, 1884 (Brasil)
- Audifia semigranosa Simon, 1895 (Brasil)

### Bardala
Bardala Saaristo, 2006
- Bardala labarda (Roberts, 1983) (Aldabra)

### Cabello
Cabello Levi, 1964
- Cabello eugeni Levi, 1964 (Veneçuela)

### Carniella
Carniella Thaler & Steinberger, 1988
- Carniella brignolii Thaler & Steinberger, 1988 (Bèlgica, Alemanya, Àustria)
- Carniella detriticola (Miller, 1970) (Angola)
- Carniella globifera (Simon, 1899) (Sumatra)
- Carniella Krakatoaensis Wunderlich, 1995 (Krakatoa)
- Carniella orites Knoflach, 1996 (Tailàndia)
- Carniella schwendingeri Knoflach, 1996 (Tailàndia)
- Carniella siam Knoflach, 1996 (Tailàndia)
- Carniella sumatraensis Wunderlich, 1995 (Sumatra)
- Carniella weyersi (Brignoli, 1979) (Xina, Sumatra)

### Cephalobares
Cephalobares O. P.-Cambridge, 1870
- Cephalobares globiceps O. P.-Cambridge, 1870 (Sri Lanka)

### Cerocida
Cerocida Simon, 1894
- Cerocida ducke Marques & Buckup, 1989 (Brasil)
- Cerocida strigosa Simon, 1894 (Veneçuela, Guyana)

### Chorizopella
Chorizopella Lawrence, 1947
- Chorizopella tragardhi Lawrence, 1947 (Sud-àfrica)

### Chrosiothes
Chrosiothes Simon, 1894
- Chrosiothes chirica (Levi, 1954) (EUA, Mèxic)
- Chrosiothes episinoides (Levi, 1963) (Xile)
- Chrosiothes fulvus Yoshida, Tso & Severinghaus, 2000 (Taiwan)
- Chrosiothes goodnightorum (Levi, 1954) (Mèxic fins a Costa Rica)
- Chrosiothes iviei Levi, 1964 (EUA)
- Chrosiothes jamaicensis Levi, 1964 (Jamaica, Dominica)
- Chrosiothes jenningsi Piel, 1995 (EUA)
- Chrosiothes jocosus (Gertsch & Davis, 1936) (EUA, Mèxic)
- Chrosiothes litus Levi, 1964 (Mèxic)
- Chrosiothes minusculus (Gertsch, 1936) (EUA, Mèxic)
- Chrosiothes niteroi Levi, 1964 (Bolívia, Brasil)
- Chrosiothes perfidus Marques & Buckup, 1997 (Brasil)
- Chrosiothes portalensis Levi, 1964 (EUA, Mèxic)
- Chrosiothes proximus (O. P.-Cambridge, 1899) (Mèxic fins a Panamà)
- Chrosiothes silvaticus Simon, 1894 (EUA fins a Ecuador)
- Chrosiothes sudabides (Bösenberg & Strand, 1906) (Xina, Corea, Japó)
- Chrosiothes taiwan Yoshida, Tso & Severinghaus, 2000 (Taiwan)
- Chrosiothes tonala (Levi, 1954) (Mèxic fins a Hondures)
- Chrosiothes valmonti (Simon, 1897) (Saint Vincent)
- Chrosiothes venturosus Marques & Buckup, 1997 (Brasil)
- Chrosiothes wagneri (Levi, 1954) (Mèxic)

### Chrysso
Chrysso O. P.-Cambridge, 1882
- Chrysso albipes (Saito, 1935) (Rússia, Xina, Corea, Japó)
- Chrysso albomaculata O. P.-Cambridge, 1882 (EUA, Índies Occidentals fins a Brasil)
- Chrysso alecula Levi, 1962 (Panamà)
- Chrysso anei Barrion & Litsinger, 1995 (Filipines)
- Chrysso antonio Levi, 1962 (Brasil)
- Chrysso argyrodiformis (Yaginuma, 1952) (Xina, Japó, Filipines)
- Chrysso arima Levi, 1962 (Trinidad)
- Chrysso arops Levi, 1962 (Brasil)
- Chrysso backstromi (Berland, 1924) (Illa Juan Fernandez)
- Chrysso barrosmaTxadoi Caporiacco, 1955 (Veneçuela)
- Chrysso bimaculata Yoshida, 1998 (Japó)
- Chrysso calima Buckup & Marques, 1992 (Brasil)
- Chrysso cambridgei (Petrunkevitch, 1911) (Mèxic fins a Veneçuela)
- Chrysso caraca Levi, 1962 (Brasil)
- Chrysso caudigera Yoshida, 1993 (Xina, Taiwan)
- Chrysso compressa (Keyserling, 1884) (Perú, Brasil)
- Chrysso cyclocera Zhu, 1998 (Xina)
- Chrysso diplosticha Chamberlin & Ivie, 1936 (Panamà fins a Perú)
- Chrysso ecuadorensis Levi, 1957 (Colòmbia fins a Bolívia)
- Chrysso foliata (L. Koch, 1878) (Rússia, Xina, Corea, Japó)
- Chrysso gounellei Levi, 1962 (Brasil)
- Chrysso huae Tang, Yin & Peng, 2003 (Xina)
- Chrysso huanuco Levi, 1957 (Perú)
- Chrysso indicifera Chamberlin & Ivie, 1936 (Panamà fins a Perú)
- Chrysso intervales Gonzaga, Leiner & Santos, 2006 (Brasil)
- Chrysso isumbo Barrion & Litsinger, 1995 (Filipines)
- Chrysso jianglensis Zhu & Song, 1993 (Xina)
- Chrysso lativentris Yoshida, 1993 (Xina, Corea, Taiwan)
- Chrysso lingchuanensis Zhu & Zhang, 1992 (Xina)
- Chrysso mariae Levi, 1957 (Perú)
- Chrysso melba Levi, 1962 (Panamà)
- Chrysso nigra (O. P.-Cambridge, 1880) (Sri Lanka fins a Taiwan, Indonesia)
- Chrysso nigriceps Keyserling, 1884 (Colòmbia, Ecuador)
- Chrysso nigrosterna Keyserling, 1891 (Brasil)
- Chrysso nordica (Chamberlin & Ivie, 1947) (Hongria fins a Mongòlia, Amèrica del Nord)
- Chrysso orchis Yoshida, Tso & Severinghaus, 2000 (Taiwan)
- Chrysso oxycera Zhu & Song, 1993 (Xina)
- Chrysso pelyx (Levi, 1957) (EUA)
- Chrysso picturata (Simon, 1895) (Índia)
- Chrysso pulcherrima (Mello-Leitão, 1917) (Pantropical)
- Chrysso pulchra (Keyserling, 1891) (Brasil)
- Chrysso questona Levi, 1962 (Costa Rica, Panamà, Trinidad)
- Chrysso ribeirao Levi, 1962 (Brasil)
- Chrysso rubrovittata (Keyserling, 1884) (Brasil, Argentina)
- Chrysso sasakii Yoshida, 2001 (Japó)
- Chrysso scintillans (Thorell, 1895) (Myanmar, Xina, Corea, Japó, Filipines)
- Chrysso shimenensis Tang, Yin & Peng, 2003 (Xina)
- Chrysso sicki Levi, 1957 (Brasil)
- Chrysso silva Levi, 1962 (Panamà)
- Chrysso simoni Levi, 1962 (Veneçuela)
- Chrysso spiniventris (O. P.-Cambridge, 1869) (Sri Lanka fins al Japó (Europa, introduïda))
- Chrysso subrapula Zhu, 1998 (Xina)
- Chrysso sulcata (Keyserling, 1884) (Perú, Bolívia, Brasil)
- Chrysso tiboli Barrion & Litsinger, 1995 (Filipines)
- Chrysso trimaculata Zhu, Zhang & Xu, 1991 (Xina, Taiwan)
- Chrysso trispinula Zhu, 1998 (Xina)
- Chrysso vallensis Levi, 1957 (Panamà)
- Chrysso vesiculosa (Simon, 1895) (Vietnam fins al Japó, Filipines)
- Chrysso vexabilis Keyserling, 1884 (Panamà fins a Argentina)
- Chrysso viridiventris Yoshida, 1996 (Taiwan, Illes Ryukyu)
- Chrysso vitra Zhu, 1998 (Xina)
- Chrysso vittatula (Roewer, 1942) (Colòmbia fins a Bolívia)
- Chrysso volcanensis Levi, 1962 (Costa Rica, Panamà)
- Chrysso wangi Zhu, 1998 (Xina)
- Chrysso wenxianensis Zhu, 1998 (Xina)

### Coleosoma
Coleosoma O. P.-Cambridge, 1882
- Coleosoma acutiventer (Keyserling, 1884) (EUA fins a Brasil)
- Coleosoma Àfricanum Schmidt & Krause, 1995 (Illes Cap Verd)
- Coleosoma blandum O. P.-Cambridge, 1882 (Cosmopolita)
- Coleosoma caliothripsum Barrion & Litsinger, 1995 (Filipines)
- Coleosoma floridanum Banks, 1900 (Pantropical, greenhouses in Europa)
- Coleosoma matinikum Barrion & Litsinger, 1995 (Filipines)
- Coleosoma normale Bryant, 1944 (EUA fins a Brasil)
- Coleosoma octomaculatum (Bösenberg & Strand, 1906) (Xina, Corea, Taiwan, Japó)
- Coleosoma pabilogum Barrion & Litsinger, 1995 (Filipines)
- Coleosoma pseudoblandum Barrion & Litsinger, 1995 (Filipines)

### Coscinida
Coscinida Simon, 1895
- Coscinida Àsiatica Zhu & Zhang, 1992 (Xina)
- Coscinida coreana Paik, 1995 (Corea)
- Coscinida decemguttata Miller, 1970 (Congo)
- Coscinida gentilis Simon, 1895 (Sri Lanka)
- Coscinida japonica Yoshida, 1994 (Japó)
- Coscinida leviorum Locket, 1968 (Angola)
- Coscinida lugubris (Tullgren, 1910) (Tanzània)
- Coscinida novemnotata Simon, 1895 (Sri Lanka)
- Coscinida proboscidea Simon, 1899 (Sumatra)
- Coscinida propinqua Miller, 1970 (Angola)
- Coscinida tibialis Simon, 1895 (Pantropical)
- Coscinida triangulifera Simon, 1904 (Sri Lanka, Java)
- Coscinida ulleungensis Paik, 1995 (Corea)

### Craspedisia
Craspedisia Simon, 1894
- Craspedisia cornuta (Keyserling, 1891) (Brasil)
- Craspedisia longioembolia Yin i cols., 2003 (Xina)
- Craspedisia spatulata Bryant, 1948 (Hispaniola)

### Crustulina
Crustulina Menge, 1868
- Crustulina albovittata (Thorell, 1875) (Ucraïna)
- Crustulina altera Gertsch & Archer, 1942 (EUA)
- Crustulina ambigua Simon, 1889 (Madagascar)
- Crustulina bicruciata Simon, 1908 (Oest d'Austràlia)
- Crustulina conspicua (O. P.-Cambridge, 1872) (Egipte, Israel, Síria)
- Crustulina erythropus (Lucas, 1846) (Marroc, Algèria)
- Crustulina grayi Chrysanthus, 1975 (Nova Guinea)
- Crustulina guttata (Wider, 1834) (Paleàrtic)
- Crustulina hermonensis Levy & Amitai, 1979 (Israel)
- Crustulina incerta Tullgren, 1910 (Tanzània)
- Crustulina jeanneli Berland, 1920 (Àfrica Oriental)
- Crustulina lineiventris (Pavesi, 1884) (Etiòpia)
- Crustulina lugubris Chrysanthus, 1975 (Nova Guinea)
- Crustulina molesta (Pavesi, 1883) (Etiòpia)
- Crustulina obesa Berland, 1920 (Àfrica Oriental)
- Crustulina scabripes Simon, 1881 (Mediterrani)
- Crustulina starmuehlneri Kritscher, 1966 (Nova Caledònia)
- Crustulina sticta (O. P.-Cambridge, 1861) (Holàrtic)

### Cyllognatha
Cyllognatha L. Koch, 1872
- Cyllognatha affinis Berland, 1929 (Samoa)
- Cyllognatha gracilis Marples, 1955 (Samoa)
- Cyllognatha subtilis L. Koch, 1872 (Illa Lord Howe, Samoa)
- Cyllognatha surajbe Patel & Patel, 1972 (Índia)